# Slovensko na Zimních olympijských hrách 1998
Slovensko na Zimních olympijských hrách 1998 reprezentovalo 37 sportovců. Slovensko nezískalo ani jednu medaili
- Nejmladší účastník Slovenské republiky: skokan na lyžích Martin Mesík (18 let, 118 dní)
- Nejstarší účastník Slovenské republiky: saňkařka Mária Jasenčáková (40 let, 113 dnů)

## Seznam všech zúčastněných sportovců
| Číslo | Jméno                | Pohlaví | Věk | Sport            |
| ----- | -------------------- | ------- | --- | ---------------- |
| 1     | Anna Murínová        | Žena    | 24  | Biatlon          |
| 2     | Soňa Mihoková        | Žena    | 26  | Biatlon          |
| 3     | Ľubomír Machyniak    | Muž     | 27  | Biatlon          |
| 4     | Tatiana Kutlíková    | Žena    | 25  | Biatlon          |
| 5     | Martina Jašicová     | Žena    | 24  | Biatlon          |
| 6     | Andrej Páricka       | Muž     | 22  | Běžecké lyžování |
| 7     | Stanislav Ježík      | Muž     | 25  | Běžecké lyžování |
| 8     | Ivan Hudač           | Muž     | 26  | Běžecké lyžování |
| 9     | Alžbeta Havrančíková | Žena    | 34  | Běžecké lyžování |
| 10    | Jaroslava Bukvajová  | Žena    | 22  | Běžecké lyžování |
| 11    | Ivan Batory          | Muž     | 22  | Běžecké lyžování |
| 12    | Martin Bajčičák      | Muž     | 21  | Běžecké lyžování |
| 13    | Róbert Kazimír       | Muž     | 19  | Krasobruslení    |
| 14    | Ľubomír Višňovský    | Muž     | 21  | Lední hokej      |
| 15    | Ján Varholík         | Muž     | 27  | Lední hokej      |
| 16    | Róbert Švehla        | Muž     | 29  | Lední hokej      |
| 17    | Roman Stantien       | Muž     | 33  | Lední hokej      |
| 18    | Ľubomír Sekeráš      | Muž     | 29  | Lední hokej      |
| 19    | Karol Rusznyák       | Muž     | 30  | Lední hokej      |
| 20    | Peter Pucher         | Muž     | 23  | Lední hokej      |
| 21    | Vlastimil Plavucha   | Muž     | 29  | Lední hokej      |
| 22    | Róbert Petrovický    | Muž     | 24  | Lední hokej      |
| 23    | Ján Pardavý          | Muž     | 26  | Lední hokej      |
| 24    | Igor Murín           | Muž     | 24  | Lední hokej      |
| 25    | Miroslav Mosnár      | Muž     | 29  | Lední hokej      |
| 26    | Roman Kontšek        | Muž     | 27  | Lední hokej      |
| 27    | Ľubomír Kolník       | Muž     | 30  | Lední hokej      |
| 28    | Stanislav Jasečko    | Muž     | 25  | Lední hokej      |
| 29    | Branislav Jánoš      | Muž     | 27  | Lední hokej      |
| 30    | Oto Haščák           | Muž     | 34  | Lední hokej      |
| 31    | Ivan Droppa          | Muž     | 26  | Lední hokej      |
| 32    | Jozef Daňo           | Muž     | 29  | Lední hokej      |
| 33    | Zdeno Cíger          | Muž     | 28  | Lední hokej      |
| 34    | Peter Bondra         | Muž     | 30  | Lední hokej      |
| 35    | Mária Jasenčáková    | Žena    | 40  | Saně             |
| 36    | Martin Mesík         | Muž     | 18  | Skoky na lyžích  |
| 37    | Jana Šedová          | Žena    | 24  | Snowboarding     |